# سیارک ۲۱۲۹۲۹
سیارک ۲۱۲۹۲۹ (به انگلیسی: 212929 Satovski، نامگذاری:2008AD112) دویست و دوازده هزار و نهصد و بیست و نهمین سیارک کشف شده‌است که در ۱۵ ژانویه ۲۰۰۸ کشف شد.